# مهرگیاه (فیلم ۱۳۵۴)
مهرگیاه نام یک فیلم ایرانی به کارگردانی فریدون گله و با بازی علی نصیریان و پوری بنایی محصول سال ۱۳۵۴ خورشیدی است.
دراین فیلم که حکایت از مشکلات خاص اجتماع در زمینه عشق است، «علی عزت فخار» با بازی علی نصیریان، با خاله خود بر سرِ زمینهایش درگیرشده‌است.

## داستان
زمین موروثی علی عزت فخار (علی نصیریان) را خاله اش غصب کرده‌است. علی، که از طریق گل فروشی گذران می‌کند، شبی در جادهٔ خارج شهر زنی (پوری بنائی) را می‌بیند که ظاهراً از دست عده‌ای می‌گریزد. زن که خود را مهری معرفی می‌کند سوار خودرو علی می‌شود و این آشنایی موجب علاقه میان آن دو می‌شود. روزی مهری به بهانه عیادت مادربزرگش به خانه‌ای می‌رود و بازنمی‌گردد. وقتی علی در آن خانه را باز می‌کند باغ بی‌انتهای سرسبزی را می‌بیند، که اثری از آدمی زاد در آن نیست. تقلای علی برای یافتن مهری بی‌نتیجه می‌ماند، تا این که در شبی بارانی خودرو علی در دره سقوط می‌کند و او کشته می‌شود. وقتی سپیده می‌دمد چند نفر، از جمله مهری، از بالای تپه خودرو در هم کوبیده شدهٔ علی را در ته دره می‌بینند.

## بازیگران

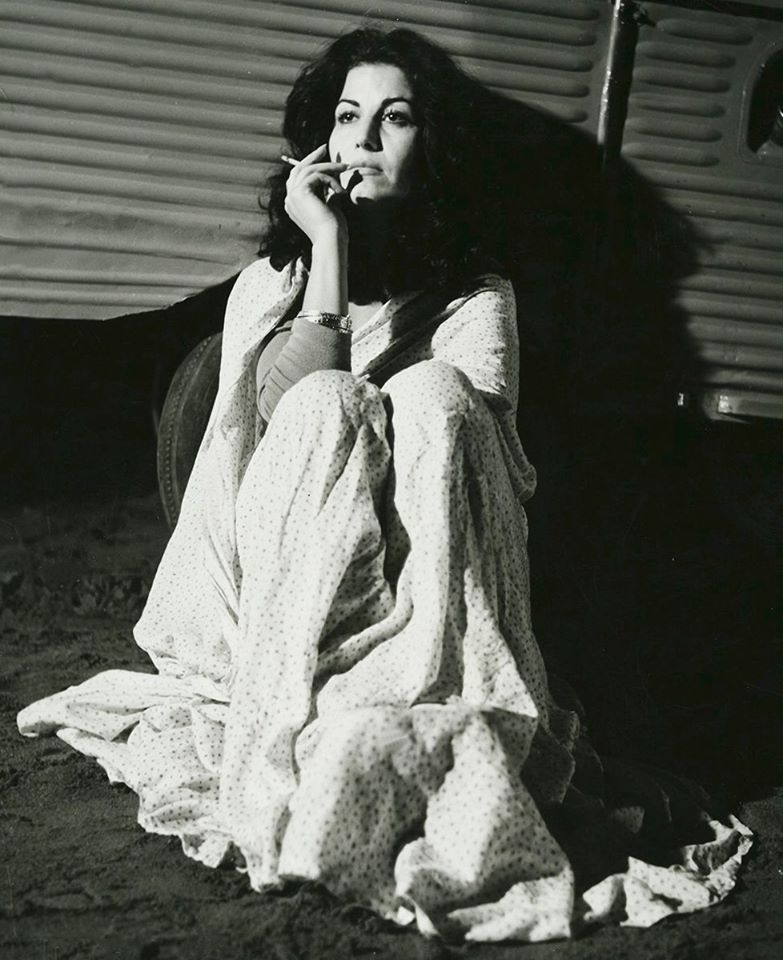
پوری بنایی

1. علی نصیریان در نقش علی عزت‌فخار
2. پوری بنایی در نقش مهری
3. عزت‌الله رمضانی‌فر
4. داریوش ایران‌نژاد